# Benjamin (film 2018)
Benjamin è un film del 2018 diretto da Simon Amstell ed interpretato da Colin Morgan, Phenix Brossard, Joel Fry, Jessica Raine, Jack Rowan e Anna Chancellor. Il film presenta musiche originali di James Righton (dei Klaxons).
Il film è stato annunciato da Open Palm Films nel 2017 e presentato al BFI London Film Festival 2018. È stato distribuito in alcuni cinema britannici nel 2019.

## Trama
Preoccupato per l'imminente uscita del suo film, il giovane regista Benjamin cade in profonda depressione e nemmeno l'incontro con Noah, giovane musicista francese, sembra migliorare la sua condizione.

## Riconoscimenti
- 2019 - Milan International Lesbian and Gay Film Festival[5]
  - Audience Award a Simon Amstell
  - Nomination Miglior film